# Gabriela Sodi Miranda
Gabriela Sodi Miranda (Ciudad de México, 6 de mayo de 1959) es una historiadora del arte y política mexicana. Fue diputada federal por el distrito 12 de la Ciudad de México en la LXV Legislatura de 2021 a 2024.

## Primeros años
Ana Cecilia Luisa Gabriela Fernanda Sodi Miranda nació en la Ciudad de México el 6 de mayo de 1959. Es hija de Ernesto Sodi Pallares y Yolanda Miranda Mange. Es hermana de la cantante Thalía, de la historiadora Ernestina Sodi Miranda y de la arqueóloga Federica Sodi Miranda. También es hermana, por parte de madre, de la actriz Laura Zapata. Estudió la licenciatura en historia del arte en el Instituto de Cultura Superior.

## Trayectoria política
De 2000 a 2003 fue suplente de diputada federal por el Partido Revolucionario Institucional (PRI) sin llegar a ocupar el escaño. En 2002 fue consejera política nacional del PRI. En las elecciones estatales de Morelos de 2003 fue incluida por el partido en su lista de diputados plurinominales para el Congreso del Estado de Morelos.
En las elecciones de la Ciudad de México de 2018 fue postulada por el Partido Humanista de la Ciudad de México como diputada del Congreso de la Ciudad de México por el distrito 13 de la ciudad.
En las elecciones federales de 2021 fue postulada por el Partido de la Revolución Democrática como diputada federal por el distrito 12 de la Ciudad de México. El 1 de septiembre de 2021 ocupó el escaño en la LXV Legislatura. Dentro del congreso es presidente de la comisión de atención a grupos vulnerables.